# Papa spécule
Pour les articles homonymes, voir Potters.
Pour plus de détails, voir Fiche technique et Distribution.

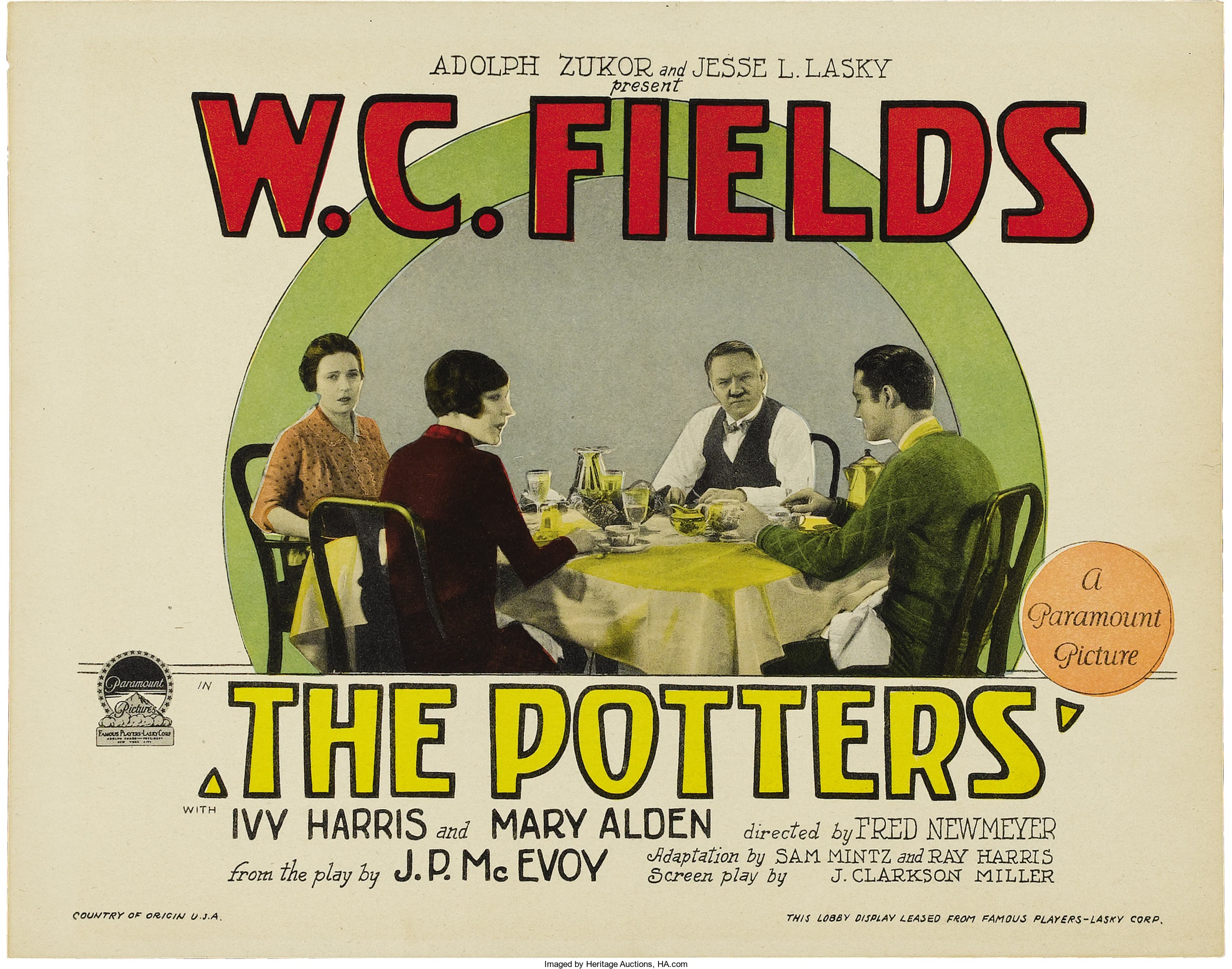
Carte promotionnelle du film.

Papa spécule (titre original : The Potters) est un film américain réalisé par Fred C. Newmeyer, sorti en 1927.

## Fiche technique
- Titre original : The Potters
- Réalisation : Fred C. Newmeyer
- Scénario : Ray Harris (adaptation), J. Clarkson Miller, Sam Mintz  d'après la pièce The Potters de J. P. McElvoy
- Producteurs : Adolph Zukor, Jesse Lasky
- Photographie : Paul Vogel
- Distributeur : Paramount Pictures
- durée : 71 minutes
- Date de sortie : 
  - États-Unis : 15 janvier 1927

## Distribution
- W. C. Fields : Pa Potter
- Mary Alden : Ma Potter
- Ivy Harris : Mamie
- Jack Egan : Bill
- Richard "Skeets" Gallagher : Red Miller
- Joseph W. Smiley : Rankin
- Bradley Barker : Eagle